# Suizen
Suizen (吹 禅) ("soffio zen") è una pratica Zen che consiste nel suonare il tradizionale flauto di bambù shakuhachi giapponese come mezzo per raggiungere l'autorealizzazione. Il suizen erano tradizionalmente praticati dai Komusō ("monaci del vuoto"), i monaci buddisti Zen della setta Fuke del Giappone che fiorirono durante il periodo Edo (dal 1600 al 1868). 
La musica strumentale è rara in tutte le pratiche buddhiste, durante le quali gli strumenti, se vengono utilizzati, di solito accompagnano i canti rituali. Con Suizen, il suonare dello shakuhachi come esercizio spirituale è al centro della pratica religiosa, rendendola unico nel mondo del buddismo.
La pratica di Suizen può essere compresa sia nel contesto degli antichi classici buddisti sia di quelli cinesi, che esercitarono una profonda influenza sulla musica giapponese, utilizzando la consapevolezza del suono come mezzo di illuminazione.
Anche il respiro è di fondamentale importanza come pratica standard di meditazione zen seduta (zazen) e quindi esiste un legame naturale tra zazen e suizen. Il tipo di tecnica di respirazione richiesto varia da scuola a scuola all'interno della tradizione suizen.
Il concetto di ichi on jo butsu - il raggiungimento dell'illuminazione attraverso una singola nota - divenne un aspetto importante dello "zen soffiante" della setta Fuke che si sviluppò in epoche successive. Il suono prodotto dallo strumento, insegnato lungo linee rigorose e tradizionali nelle scuole suizen, qui non è considerato importante. È la pratica del soffiare che conduce all'illuminazione. 
Nel 1823 Hisamatsu Fūyō (Hisamatsu Masagoro Suga no Sandaharu 1790 -1880 circa) pubblicò il suo breve trattato sulla pratica dei suizen, Hitori Mondō ("indagine su di sé"). Qui, Hisamatsu Fūyō parla di "andare fino in fondo con l'intelletto, e poi andare oltre l'intelletto" sulla via dell'illuminazione. Egli distingue la forma (jitsu) della musica shakuhachi suonata per l'intrattenimento, dal vuoto (kyo) della pratica strumentale Zen.
Il repertorio shakuhachi deriva dal repertorio di pezzi solisti originali Fuke, l'Honkyoku. Per i praticanti di suizen questi sono tradizionalmente interpretati come una pratica spirituale personale e non come una performance pubblica.
Le tradizioni di Fuke Zen e suizen continuano oggi sia in Giappone che nel resto del mondo. 